# Lac Notoro
Le lac Notoro (能取湖, Notoro-ko) est un lac situé à Abashiri sur l'île d'Hokkaidō au Japon.

## Géographie
Le lac Notoro, séparé de la mer d'Okhotsk par une digue, est une sorte de lagon d'eau salée dans lequel pousse en abondance une plante halophile : la salicorne.